# 1 de juny
El primer de juny és el cent cinquanta-dosè dia de l'any del calendari gregorià i el cent cinquanta-tresè en els anys de traspàs. Queden 213 dies per a finalitzar l'any.

## Esdeveniments
Països Catalans
- 1410 - Barcelona: dia estipulat per legitimar Frederic de Luna com a hereu de la Corona d'Aragó. L'esdeveniment no es va produir per la mort sobtada del seu avi, el rei Martí, el dia abans.
- 1923 - Barcelona: Primer número de l'etapa barcelonina de La Revista Blanca.[2]
- 1942 - Barcelona: Es creà la secció d'hoquei patins del Futbol Club Barcelona.
- 1952 - Barcelona: clausura del XXXV Congrés Eucarístic.
- 2001 - Artà: Obre el nou Teatre d'Artà, per a totes les arts escèniques, que succeeix el Teatre Principal, cremat el 1984.[3]

Resta del món
- 1580, Santa Fe (Argentina): Revolta dels Set Caps.[4]
- 1900 - Xina: Els Bòxers comencen a atacar objectius estrangers.[5]
- 1916 - Dinamarca: final de la batalla naval de Jutlàndia, va ser el principal enfrontament naval mantingut entre la flota britànica i l'alemanya durant la I Guerra Mundial.[6]
- 1921 - Oklahoma, EUA: la Massacre racial de Tulsa, originada la nit anterior, deixa desenes, o potser centenars, de morts i 35 illes de cases destruïdes en el districte de Greenwood de la ciutat.
- 1943 - Un avió civil que realitza la ruta Lisboa - Londres és abatut per diversos avions alemanys sobre el Golf de Biscaia durant la Segona Guerra Mundial, portant com a conseqüència la mort de tots els passatgers, entre ells l'actor Leslie Howard. Es creu que va tractar-se d'un intent de matar el Primer Ministre Britànic, Winston Churchill.
- 1967 - Londres: The Beatles publica el disc Sgt. Pepper's Lonely Hearts Club Band, l'àlbum més representatiu de l'etapa psicodèlica.
- 1980 - Comencen les emissions de la CNN (The Cable News Network).
- 2004 - Bagdad (l'Iraq): amb el vistiplau de l'ONU, el Consell de Govern provisional iraquià nomena el musulmà sunnita Gazi al-Iawar nou president del país, després de la renúncia d'Adnan Patxatxi, considerat el candidat dels EUA.
- 2004 - la Unió Europea: entra en vigor la targeta sanitària europea en 13 estats (Alemanya, Bèlgica, Dinamarca, Eslovènia, Espanya, Estònia, Finlàndia, França, Grècia, Irlanda, Luxemburg, Noruega i Suècia), la qual permet a qualsevol ciutadà europeu de rebre assistència mèdica urgent gratuïta en les estades curtes en estats membres diferents del de residència.

## Naixements
Països Catalans
- 1781 - Sencelles: Francinaina Cirer i Carbonell, beata mallorquina (m. 1855).
- 1913 - València: Vicente Escrivá Soriano, productor, guionista i director de cinema i televisió valencià (m. 1999).
- 1941 - Sabadell: Jordi Domènech Soteras, poeta en català (m. 2003).[7]
- 1956 - Girona, Dolors Garcia i Cornellà, escriptora catalana de literatura infantil i juvenil, llicenciada en psicologia.[8]
- 1992 - Dosrius, Maresme: Olga García i Pérez, futbolista catalana, que ha jugat com a davantera a la Primera Divisió.[9]
- 2004 - Pedreguer, Marina Alta: Maya Weug, pilot de cotxes valenciana.[10]

Resta del món
- 1675 - Verona: Scipione Maffei va ser un historiador, epigrafista, paleògraf i dramaturg italià (m. 1755).[11]
- 1780, Burg, Magdeburg, Alemanya: Carl Philipp Gottlieb von Clausewitz fou un soldat prussià, historiador militar i teòric militar.
- 1791, Bagnacavallo, Itàlia: Maria Maddalena Petraccini, anatomista, metgessa i professora d'anatomia (n. 1859).[12]
- 1804 - Novospàsskoie (Imperi Rus): Mikhaïl Ivànovitx Glinka (en rus: Михаи́л Ива́нович Гли́нка), va ser el primer compositor rus a obtenir un ampli reconeixement en el seu propi país, i se'l considera el pare de la música clàssica russa (m. 1857).[13]
- 1881 - Temesvár, Hongria: Margarete Matzenauer, soprano-contralt hongaresa (m. 1963).[14]
- 1904 - Weimar: Karla Grosch, ballarina alemanya, professora a la Bauhaus (m. 1933).[15]
- 1905 - Shaftesbury, Dorset, Regne Unit: Robert Newton, actor britànic de cinema i teatre (m. 1956).
- 1907 - Dublín: Helen Megaw, mineralogista irlandesa que va contribuir al desenvolupament de la cristal·lografia de raigs X (m. 2002).[16]
- 1917 - Taunton, Massachusetts, EUA: William Standish Knowles, Premi Nobel de Química de l'any 2001 (m. 2012).[17]
- 1921 - Venècia, Itàlia: Giuliana Cavaglieri Tesoro, química orgànica i inventora, que desenvolupà els teixits ignífugs (m. 2002).[18]
- 1926
  - Mount Airy, Carolina del Nord, EUA: Andy Griffith, actor estatunidenc (m. 2012).
  - Los Angeles, Califòrnia, EUA: Marilyn Monroe, actriu estatunidenca esdevinguda mite de l'erotisme i icona de l'art pop (m. 1962).
- 1933 - Tel-Aviv: Rut Arnon, bioquímica israeliana codescobridora de l'acetat de glatiramer, utilitzat en el tractament de l'esclerosi múltiple.[19]
- 1937 - 
  - Memphis, Tennessee (EUA): Morgan Freeman, actor estatunidenc.
  - Wellington, Austràlia: Colleen McCullough, neuròloga i escriptora australiana de novel·les romàntiques i històriques (m. 2015).[20]
- 1938 - Samboseto di Busseto, Itàlia: Carlo Caffarra, cardenal italià.
- 1940 - 
  - Nova York, Nova York, EUA: René Auberjonois, actor Estatunidenc (m. 2019).
  - Soportújar, Granada: Elisa Pérez Vera, jurista espanyola, catedràtica, magistrada del Tribunal Constitucional.[21]
- 1945 - Somerville, Nova Jersey: Frederica von Stade, mezzosoprano estatunidenca.[22]
- 1946 - Dundee (Escòcia): Brian Cox, actor escocès.
- 1947 - Villers-sur-Mer, Calvados (França): Patrick Grainville, escriptor francès, Premi Goncourt de l'any 1976.[23]
- 1949 - Šiauliai, RSS de Lituània, URSS: Irena Degutienė, política lituana.[24]
- 1953 - Bærum, Noruega: Liv Arnesen, esquiadora d'esquí nòrdic, guia i conferenciant.[25]
- 1956 - Houston, Texas, EUA: Lisa Hartman-Black, cantant i actriu estatunidenca.
- 1958 - Reykjavík: Linda Vilhjálmsdóttir, escriptora islandesa.[26]
- 1960 - Ruptura entre la Unió Soviètica i la República Popular de la Xina[27]
- 1965 - Kóndopoga, República de Carèlia, antiga Unió Soviètica: Larissa Lazútina, esquiadora de fons olímpica russa.[28]
- 1968 - Malvern, Victòria, Austràlia: Jason Donovan, cantant i actor australià.[29]
- 1971 - Tel-Aviv, Israel: Guilad Zuckermann, lingüista i filòleg, especialista en revitalització lingüística, contacte de llengües, lexicologia i neologia.
- 1973 - (Bergisch Gladbach, Rin del Nord-Westfàlia: Heidi Klum, top model alemanya.[30]
- 1974 - Ottawa, Ontario, Canadà: Alanis Morissette, cantant canadenca.[31]
- 1975 - Dresden: Frauke Petry, química, empresària i política alemanya del partit euroescèptic Alternativa per a Alemanya.[32]
- 1978 - Cava de' Tirreni, Itàlia: Antonietta Di Martino, atleta italiana.[33]
- 1982 - Lieja, Valònia, Bèlgica, Justine Henin, tennista professional, fou número 1 del rànquing mundial (WTA) 117 setmanes.[34]
- 1985 - Skopje, República de Macedònia del Nord: Tamara Todevska, cantant macedònia.[35]
- 1996 - Londres, Regne Unit: Tom Holland, actor i ballarí.

## Necrològiques
Països Catalans
- 1433, Xàtiva, Regne de València: Jaume II d'Urgell “el Dissortat”, potser assassinat pels germans d'Alfons el Magnànim, els infants Joan, Enric i Pere[36]
- 1926, Barcelona: Ramon Turró i Darder, veterinari, biòleg i filòsof català[37]
- 1979, Barcelona: Carme Barnadas i Gorina o Gurina, pintora catalana[38]
- 2015, Figueres: Maria Perxés Santomà, bibliotecària empordanesa (n. 1927).[39]
- 2017, Barcelona: Carles Capdevila i Plandiura, periodista català[40]

Resta del món
- 1310, París: Margarida Porete, mística francesa, beguina, autora del Mirall de les ànimes simples, cremada a la foguera.[41]
- 1639, Coburg (ciutat d'Alemanya): Melchior Franc, compositor alemany
- 1791, Bagnacavallo: Maria Petraccini, anatomista, metgessa i professora d'anatomia italiana, pionera de les pràctiques de la cura dels nounats i de les dones en el part (n. 1759).[42]
- 1841, Massy (Essonne), França: Nicolas Appert, inventor francès[43]
- 1846, Roma: Gregori XVI, nascut Bartolomeo Alberto (Mauro) Capellari, va ser el 254è Bisbe de Roma i Papa de l'Església Catòlica del 2 de febrer de 1831 fins a la mort[44]
- 1864, Nanquín, Xina: Hong Xiuquan, fundador i líder del moviment Rebel·lió dels Taiping[45]
- 1868, Wheatland, Pennsilvània, EUA: James Buchanan, president estatunidenc[46]
- 1890, São Miguel de Seide, Portugal: Camilo Castelo Branco, literat portuguès[47]
- 1909, Nàpols, Regne d'Itàlia: Giuseppe Martucci, pianista i compositor italià[48]
- 1962, Ramla, Israel: Adolf Eichmann, oficial nazi, responsable directe de la solució final principalment a Polònia, encarregat de l'organització de la logística de transports de l'Holocaust, segrestat pel govern israelià i dut a Israel jutjat i condemnat a la forca[6]
- 1973, New Milford, Connecticut: Helen Parkhurst, pedagoga estatunidenca creadora d'un mètode d'ensenyament individualitzat[49]
- 1979, Schopfheim, Alemanya: Werner Forssmann, metge alemany, Premi Nobel de Medicina o Fisiologia de l'any 1956[50]
- 1983, Berlín Est: Anna Seghers, escriptora que relatà la resistència antifeixista durant la Segona Guerra Mundial (n. 1900)[51]
- 2006, La Moraleja, Espanya: Rocío Jurado, cantant i actriu espanyola[52]
- 2008, 
  - París, França: Yves Saint-Laurent, modista, dissenyador i empresari francès[53]
  - La Plata: Alicia Zubasnabar, fundadora d'Àvies de Plaza de Mayo (n. 1915).[54]

## Festes i commemoracions
- Catifes de flors a Sitges (Garraf)
- Enramades a Sallent (Bages)
- Festa Local a Meranges, a la comarca de la Cerdanya

### Santoral[55]

#### Església Catòlica
- Sants al Martirologi romà (2011): Justí el Màrtir; Caritó, Carit, Evelpist, Hièrax, Peó i Liberià de Nablus, màrtirs; Ammó, Zenó, Tolemeu, Ingèn i Teòfil, màrtirs; Isquirió i companys màrtirs de Licòpolis; Pròcul de Bolonya, màrtir; Fortunat de Montefalco, prevere; Caprasi de Lerins, monjo; Florus de Lodève, bisbe; Ronà de Quimper, bisbe; Wigstan de Mèrcia, rei; Simeó de Trèveris, anacoreta; Énnec d'Oña, abat; Joví de Saint-Jouin, abat; Annibale Maria Di Francia, sacerdot i fundador; Josep Tuc, màrtir.
  - Beats al Martirologi romà (2011): Teobaldo Roggeri, laic; Giovanni Pelingotto, terciari; John Storey, laic i màrtir; Alfonso Navarrete, Fernando de San José de Ayala i Lleó Tanaka, màrtirs; Jean-Baptiste Vernoy de Montjournal, màrtir; Giovanni Battista Scalabrini, bisbe i fundador.
- Sants no inclosos al Martirologi: Germà de Roma, màrtir; Juvenci de Roma, màrtir; Llúcia, Àucia i màrtirs de Tessalònica; Agapit i Justina de Pergola, màrtirs; Teòfil d'Alexandria, màrtir (249); Crispí d'Àfrica, màrtir; Faustí i màrtirs de Magdeburg; Felí i Gracià de Perusa, màrtirs; Firm, Neó i Pirrus, màrtirs; Siméo de Siracusa, eremita; Hortènsia de Tessalònica, màrtir (ca. 300); Clar de Leitora i Claudi de Viena, bisbes; Gaudenci d'Arbe, bisbe; Crescencià, Justí i màrtirs de Città di Castello; Conrad de Hesse, abat; Conrad de Trèveris, bisbe i màrtir; Lutgarda de Bassum, abadessa; Ató d'Oña, bisbe de Valpuesta i Oca; Emengarda de Bretanya, vídua (1147); Jakob von Strepar, bisbe (1411); Agapit i Dionís, monjos russos; Herculà de Piegare, predicador (1541).
- Venerats a l'Orde de la Mercè: beat Arnaut Arench, màrtir.
- Venerables: Àngel del Pas, religiós; Agnes Ellenberger.

#### Església Copta
- 24 Baixans: Entrada de Crist a Egipte (festa menor); Habacuc, profeta; Baixuna de Scetes (1164).

#### Església Siríaca
- Simeó de les Olives (Xemun D'zaite) (734).

#### Església Ortodoxa (segons el calendari julià)
- Se celebren els corresponents al 14 de juny del calendari gregorià.

#### Església Ortodoxa (segons el calendari gregorià)
Corresponen als sants del 19 de maig del calendari julià:
- Sants: Patrici de Prussa, bisbe i màrtir, amb Acaci, Menandre i Poliè (100); Demetri del Don, Donskoi, príncep de Moscou (1389); Corneli de Komel, abat (1537); Acolut de la Tebaida (303); Joan d'Úglitx, príncep i monjo (1537); Sergi de Xukhtov, monjo (1609); Corneli de Paleostrov, abat (s. XV); Ciríaca i Teòtima, màrtirs; Elies, Teòfanes i Dionís de Sant Antoni de Siadem.

#### Església d'Anglaterra
- Sant Justí el Màrtir.

#### Església Episcopal dels Estats Units
- Sant Justí el Màrtir.

#### Esglésies luteranes
- Sant Justí el Màrtir.